# Lees maar, er staat niet wat er staat

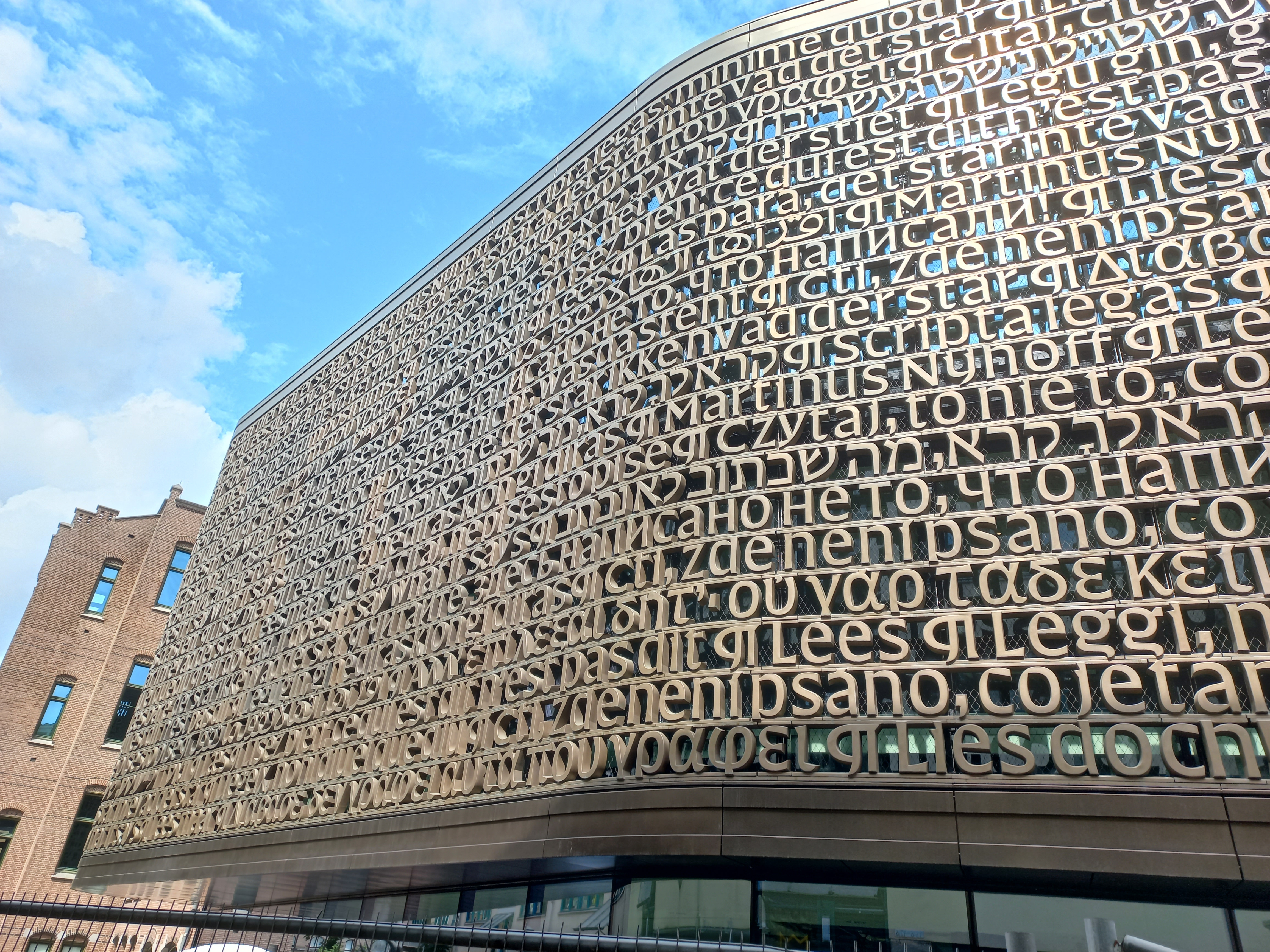
Lees maar (juni 2025)

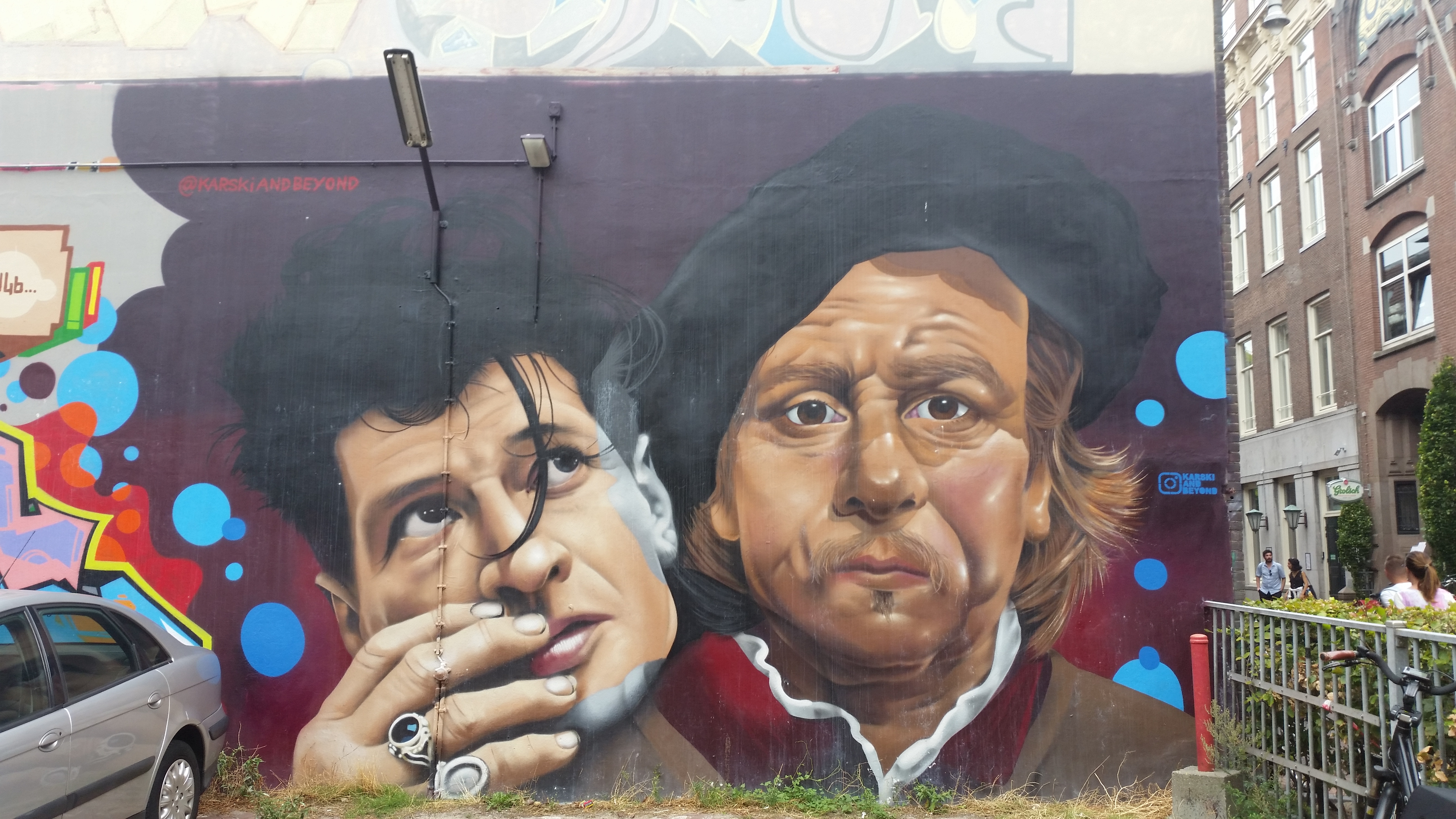
Verscholen muurschildering (augustus 2018)

Lees maar, er staat niet wat er staat is een bouwkundig en artistiek kunstwerk in Amsterdam-Centrum. Het is tevens toegepaste kunst.

## Kunstwerk
In het kader van de renovatie van de universiteitsbibliotheek (UB) van de Universiteit van Amsterdam (UvA) werd een aantal gebouwen aan de Nieuwe Doelenstraat gerenoveerd en voorzien van een nieuw atrium. Echter aan de kruising Nieuwe Doelenstraat en Binnengasthuisstraat was er sinds de jaren zestig een gat ontstaan vanwege sloop. Er kwam een braakliggend (parkeer)terreintje. Om de gevelwand weer sluitend te maken werd daar tussen 2023 en 2025 een nieuw gebouw gezet met verbinding naar de overige gebouwen. Aan deze nieuwbouw werd vervolgens een gevelscherm geprojecteerd. Voor de verbouwing en herinrichting waren al decennialang plannen, maar het gevelscherm kreeg pas in 2020 definitievere vorm.
Een wedstrijd leverde op om op het gevelscherm een zin de plaatsen uit het gedicht Awater van Martinus Nijhoff: "Lees maar, er staat niet wat er staat". Gebruik van die regel werd uitgelegd als zijnde een uitnodiging van de UB om vooral te komen of gaan lezen: "Lees maar". Professor doctor Irene Zwiep, betrokken bij de werkgroep voor het ontwerp, legde de tweede regelhelft verder uit dat je dat wel goed moet doen: er staat misschien niet wat er staat; je moet er zelf over/bij nadenken. De uitwerking werd gegund aan typograaf Erik van Blokland. De tekst van de gevelwand werd gevuld met versies in 24 talen en zes schriften; overeenkomend met het aanbod van de faculteit letterkunde van de UvA. Het gevelscherm kwam door een 3D-printer tot stand, waarna het voorzien werd van een bronzen laag. In mei 2025 was er de verwachting dat het gebouw in september 2025 geopend zou worden.
Het scherm dient als toegepaste kunst om de bibliotheek als lichtbron niet de omgeving te laten overheersen. Rondom de nieuwbouw zijn woningen gelegen, die hinder van zouden ondervinden.
Het gebouw waaraan de installatie is opgehangen werd ontworpen door MVSA Architects en Architectenbureau Van Stigt, tevens verantwoordelijk voor de renovatie van het gehele complex.

## Het oude gebouw
Het in 1963 gesloopte gebouw was jarenlang in gebruik bij Hotel Pays Bas (ook wel pension), dat rond de eeuwwisseling (1900) was ontstaan doordat een koopman zijn woonhuis ombouwde tot logement, dat zich uitbreidde tot in de belendende percelen. Het hotel werd in de loop der jaren opgekocht door de gemeente Amsterdam. De gebouwen kwamen in 1956 in handen van De Nederlandsche Bank. Die had een nieuwe plek nodig voor het hoofdkantoor en wist deze panden in te ruilen voor grond aan het Frederiksplein. Er ontstond een terreintje aan een blinde gevel, die regelmatig met graffiti werd beklad. In 2018 werd er nog een enigszins kunstzinnig exemplaar gezet met een ontmoeting van Rembrandt van Rijn en Herman Brood. Deze schildering verdween achter de nieuwbouw.